# Luis María de Larrea y Legarreta
Luis María de Larrea y Legarreta (* 19. April 1918 in Miravalles, Spanien; † 28. Mai 2009 in Bilbao) war ein spanischer Geistlicher und römisch-katholischer Bischof von Bilbao.

## Leben
Luis María de Larrea y Legarreta studierte Katholische Theologie und Philosophie am Priesterseminar des Bistums Vitoria, anschließend Kirchenrecht und Zivil- und Zivilprozessrecht an der Päpstlichen Universität von Salamanca, später absolvierte er ein Aufbaustudium an der Rechtswissenschaftlichen Fakultät der Universität von Madrid. Er wurde am 27. Juni 1943 zum Priester geweiht.
Von 1952 bis 1971 war er Professor für Öffentliches Recht der Kirche, Kirchenrecht und Moraltheologie am Priesterseminar von Vitoria und Regens des Priesterseminars zwischen 1965 und 1971. Er war Rechtsberater des Bischofs von Vitoria, des kirchlichen Gerichts und Domkapitular der Kathedrale von Vitoria.
Papst Paul VI. ernannte ihn am 9. Juli 1971 zum Bischof von León. Der Apostolische Nuntius in Spanien, Erzbischof Luigi Dadaglio, spendete ihm am 25. September desselben Jahres die Bischofsweihe; Mitkonsekratoren waren Gabino Díaz Merchán, Erzbischof von Oviedo, und Francisco Peralta y Ballabriga, Bischof von Vitoria. Kurz nach der Amtseinführung wurde er zudem zum Apostolischen Administrator des Erzbistums Valladolid bestellt. Johannes Paul II. ernannte ihn am 16. Februar 1979 zum Bischof von Bilbao.
Er war auch Präsident und Vizepräsident der Kommission für die Priesterausbildung und Mitglied der Kommission für die Missionen und des Ständigen Ausschusses der Spanischen Bischofskonferenz. Am 8. September 1995 nahm Papst Johannes Paul II. seinen altersbedingten Rücktritt an.